# Фредерик (Колорадо)
Вижте пояснителната страница за други значения на Фредерик.
Фредерик (на английски: Frederick) е град в окръг Уелд, щата Колорадо, САЩ. Фредерик е с население от 2467 жители (2000) и обща площ от km². Намира се на 1519 m надморска височина. ЗИП кодът му е 80504 & 80516 & 80530, а телефонният му код е 303, 720.